# Piazza Barberini
Piazza Barberini je velké římské náměstí v oblasti Quirinalu.

## Historie
Bylo vytvořeno v 16. století. Své jméno získalo roku 1625 podle paláce Barberini, který stojí v blízkosti. Do 18. století zde byla vystavována veřejnosti pro identifikaci neznámá lidská těla.

## Památky
Charakteristická pro toto místo je Tritonova fontána. Další fontánou je Fontana delle Api (dílo Berniniho, 1627-1629) na rohu Via Vittorio Veneto.
Mezi lety 1632 a 1822 zde stál také antický obelisk, poté byl převezen do Villy Medici.